# مقاطعة كوليتز (واشنطن)
مقاطعة كوليتز (بالإنجليزية: Cowlitz County)‏ هي إحدى مقاطعات ولاية واشنطن في الولايات المتحدة الأمريكية.